# Frodeparken

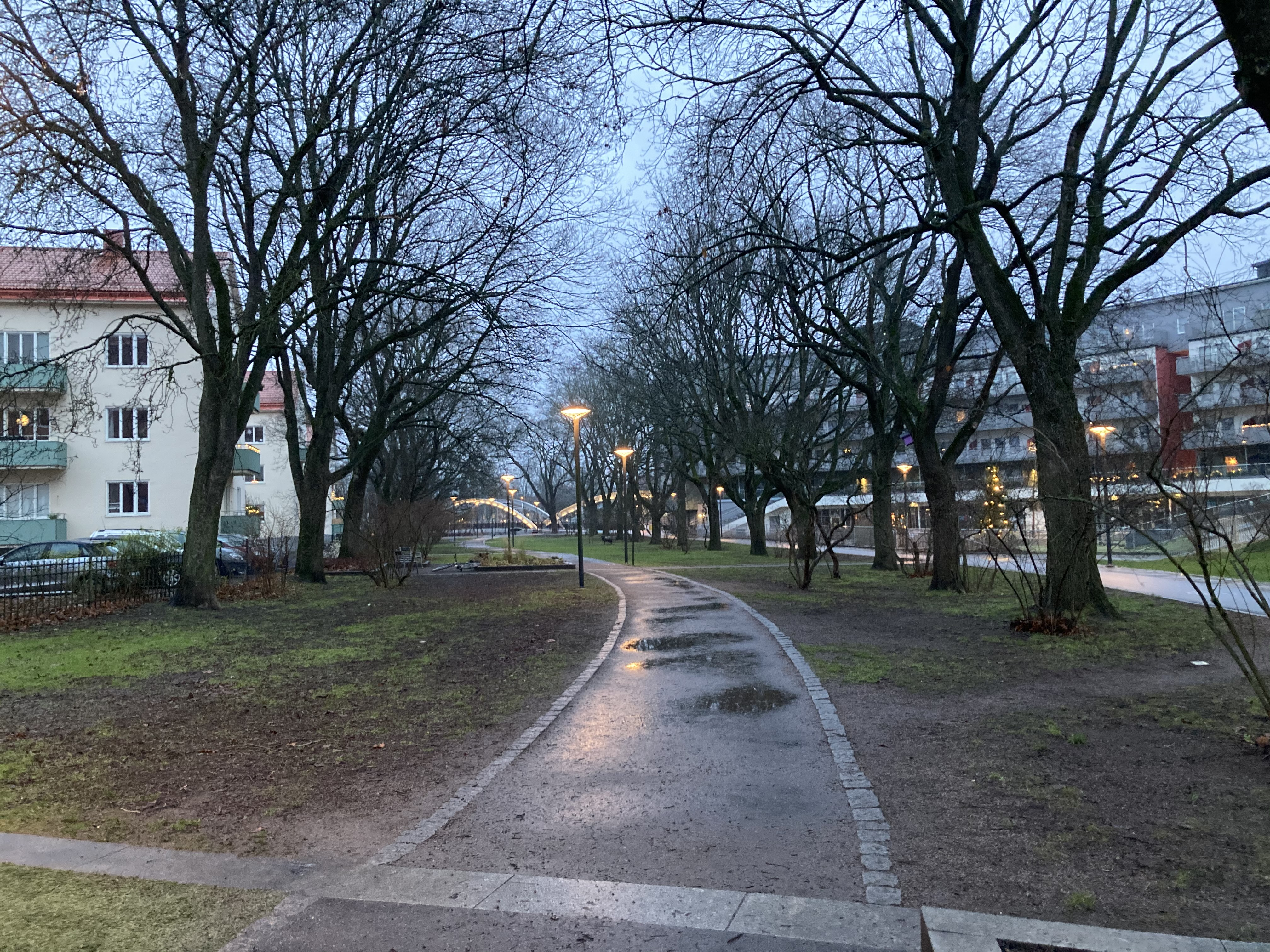
Frodeparken, december 2020.

Frodeparken är en park i centrala Uppsala från 1930-talet. Den begränsas i nordöst av Salagatan och i sydväst av järnvägsspåret. Där finns en lekplats och blomplanteringar.

## Bildgalleri

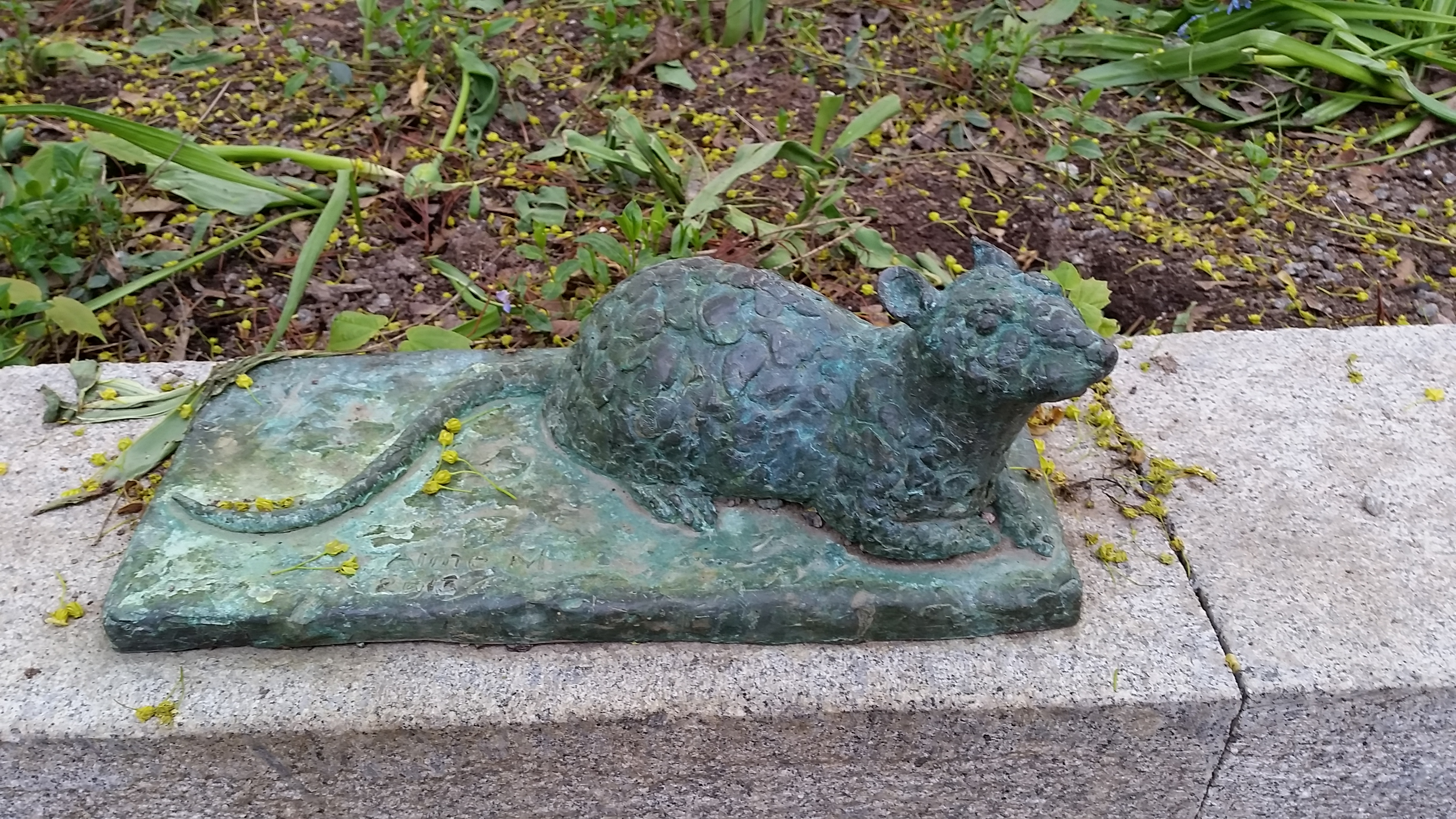
Skulptur i Frodeparken (2013) – Aline Magnusson.
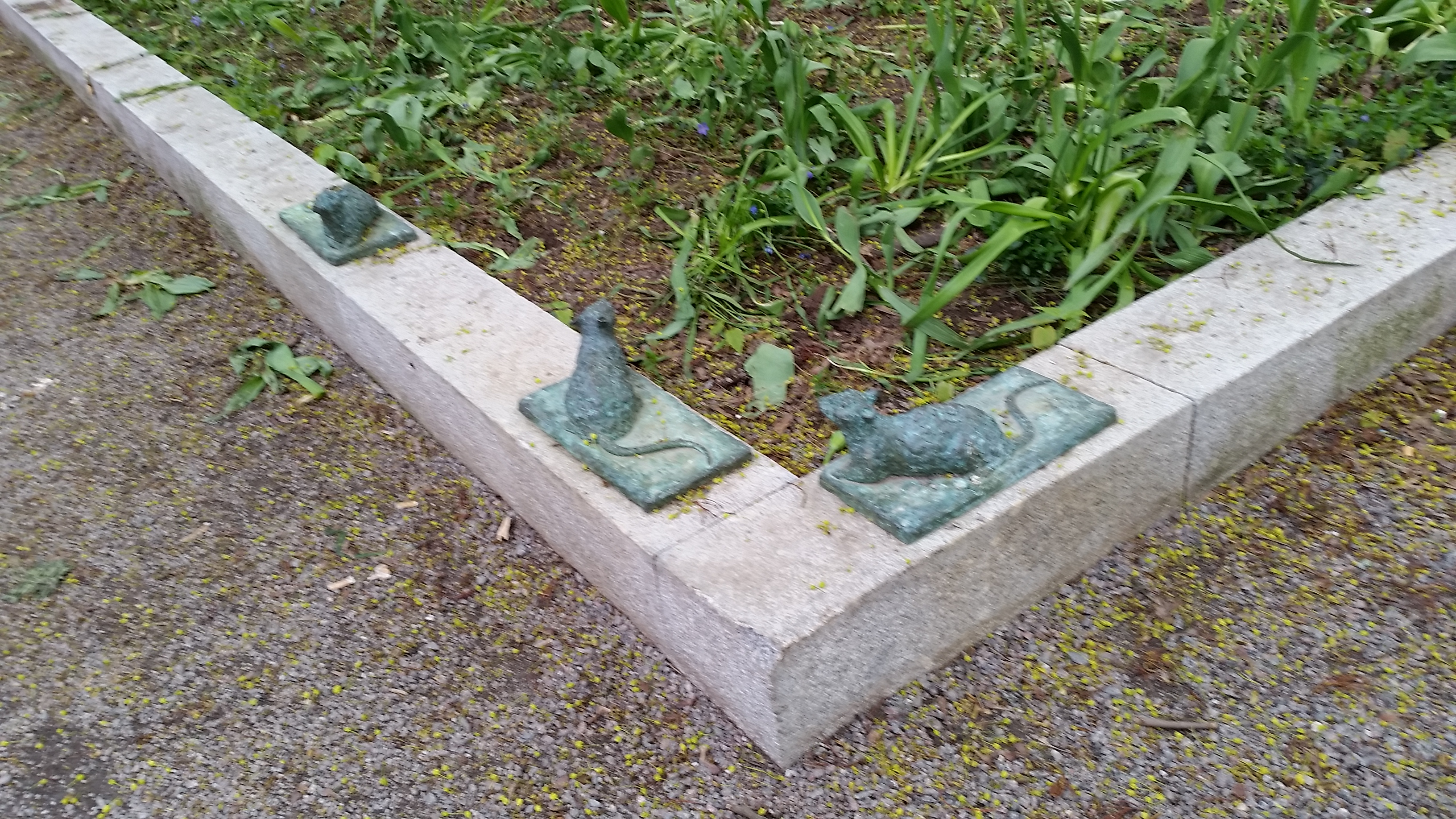
Skulpturer i Frodeparken (2013) – Aline Magnusson.
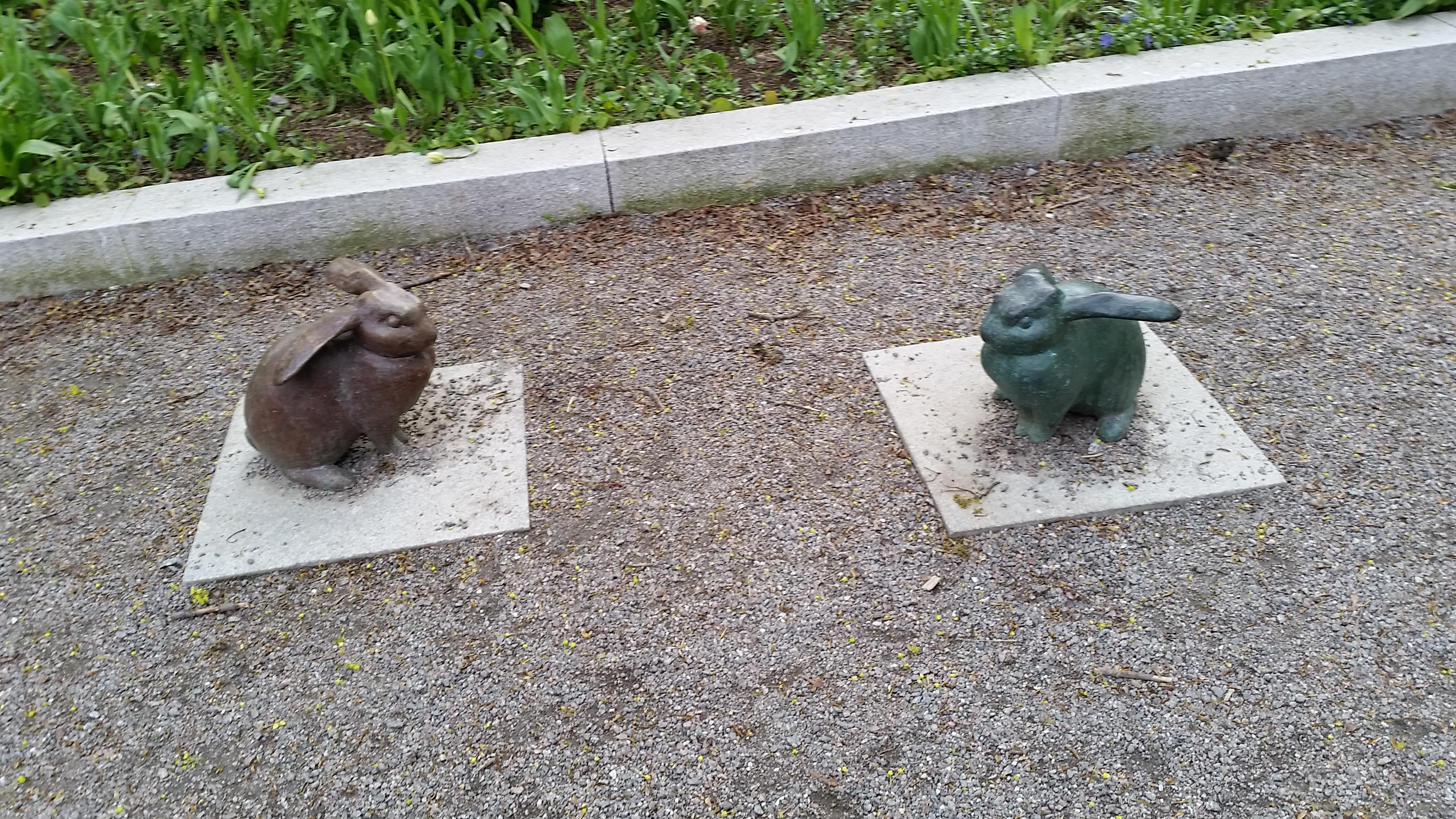
Skulpturer i Frodeparken (2013) – Aline Magnusson.
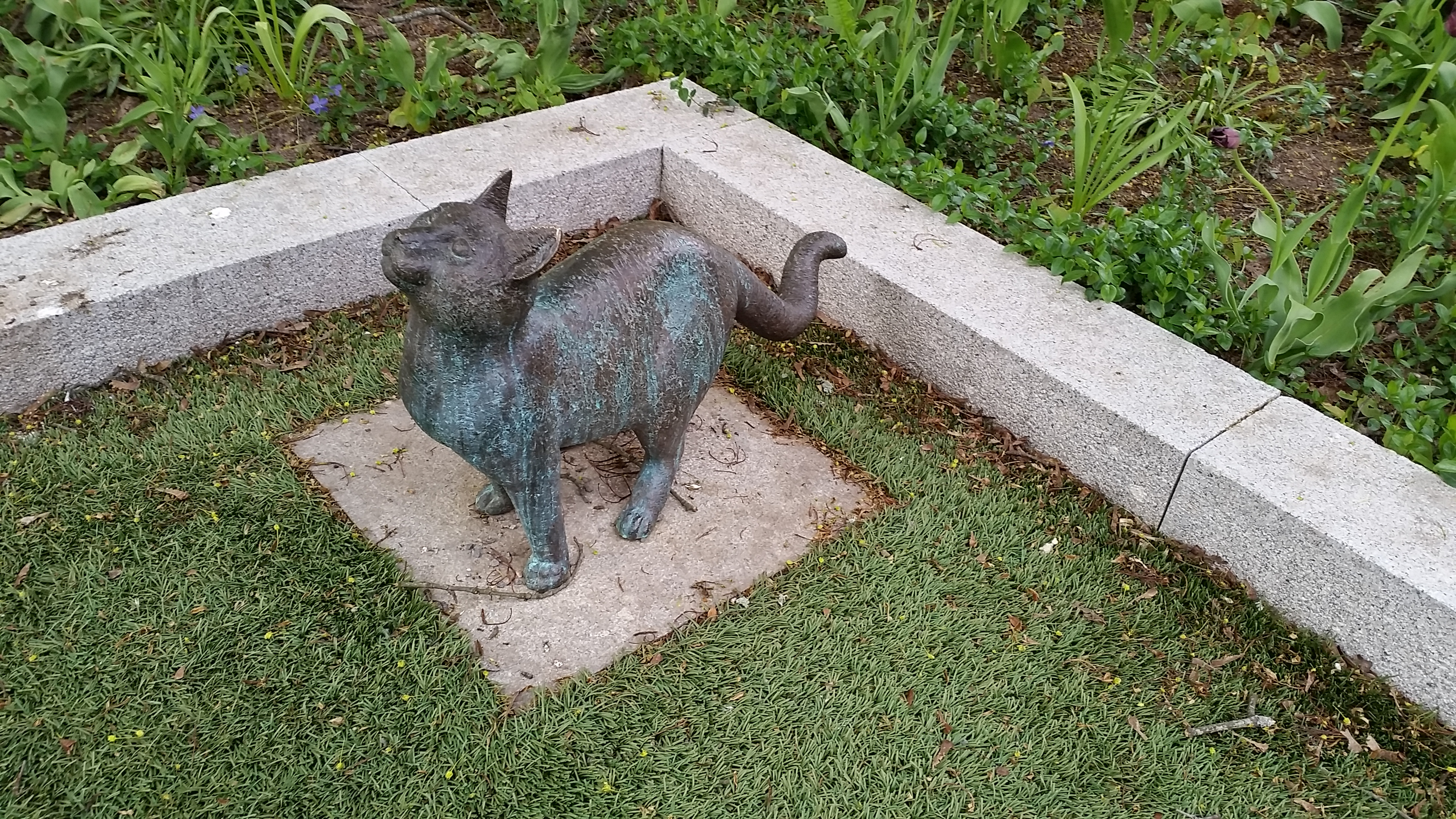
Skulptur i Frodeparken (2013) – Aline Magnusson.
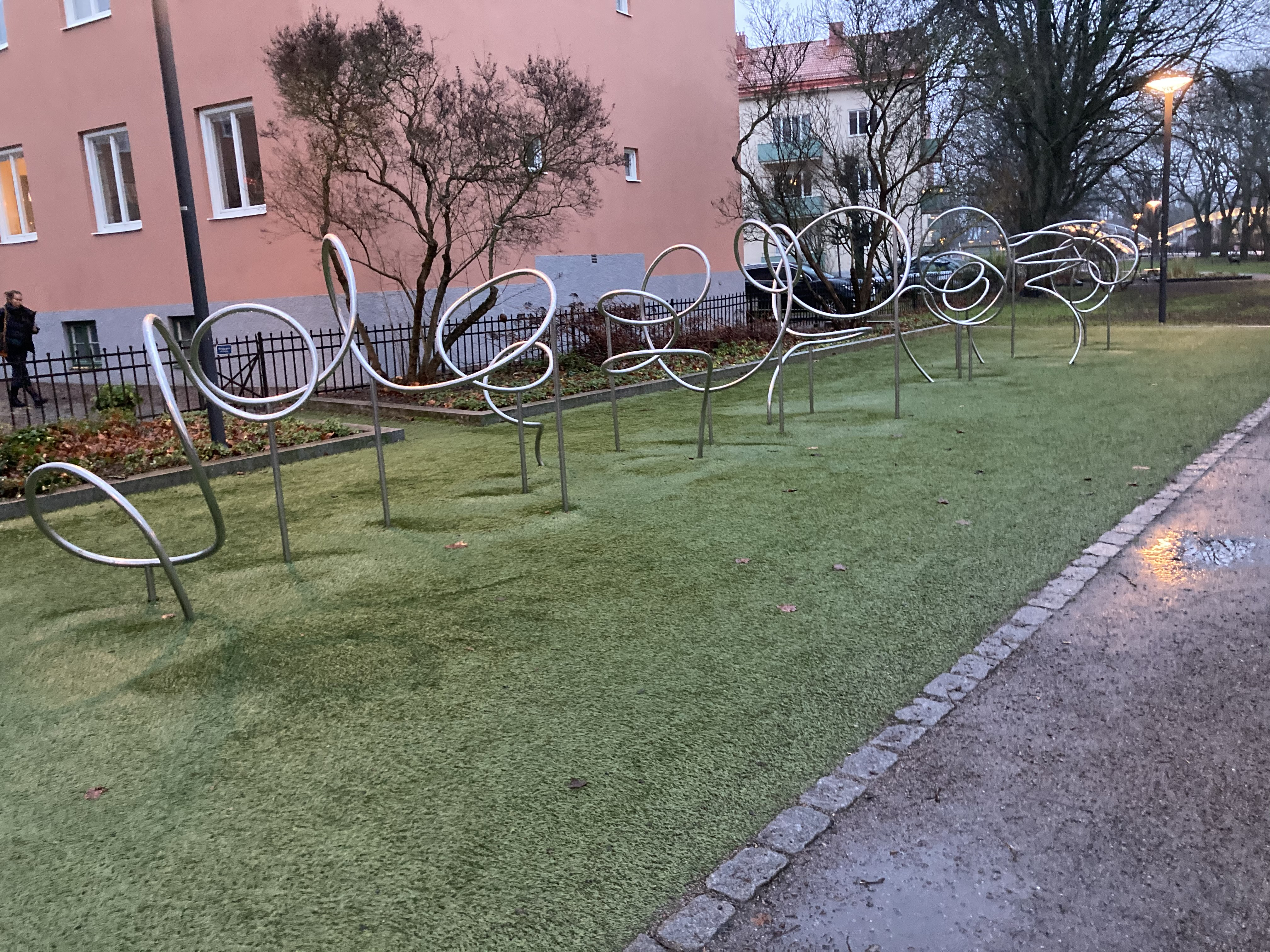